# Conca de Barberà
La Conca de Barberà è una delle 41 comarche della Catalogna, con una popolazione di 20 057 abitanti; suo capoluogo è Montblanc.
Amministrativamente fa parte della provincia di Tarragona, che comprende 10 comarche.

## Municipi
| Municipio               | Abitanti |
| ----------------------- | -------- |
| Barberà de la Conca     | 488      |
| Blancafort              | 421      |
| Conesa                  | 133      |
| L'Espluga de Francolí   | 3.814    |
| Forès                   | 62       |
| Les Piles               | 191      |
| Llorac                  | 141      |
| Montblanc               | 6.632    |
| Passanant i Belltall    | 205      |
| Pira                    | 478      |
| Pontils                 | 142      |
| Rocafort de Queralt     | 264      |
| Santa Coloma de Queralt | 2.991    |
| Sarral                  | 1.503    |
| Savallà del Comtat      | 73       |
| Senan                   | 39       |
| Solivella               | 567      |
| Vallclara               | 117      |
| Vallfogona de Riucorb   | 177      |
| Vilanova de Prades      | 155      |
| Vilaverd                | 437      |
| Vimbodí                 | 1.054    |